# Cérémonie du thé japonaise
Pour des articles plus généraux, voir Cérémonie du thé et Thé au Japon.
 (mai 2021).
Si vous disposez d'ouvrages ou d'articles de référence ou si vous connaissez des sites web de qualité traitant du thème abordé ici, merci de compléter l'article en donnant les références utiles à sa vérifiabilité et en les liant à la section « Notes et références ».

Les kanjis pour (la « voie du thé »).

La cérémonie du thé au Japon, ou « service japonais du thé », appelée chanoyu (茶の湯), ou sadō (茶道), ou encore chadō (茶道) (« voie du thé »), est un art traditionnel inspiré en partie par le bouddhisme zen. Durant celle-ci le thé vert en poudre, ou matcha (抹茶), est préparé de manière codifiée par un pratiquant expérimenté et servi à un petit groupe d'invités dans un cadre calme, ce qui, vu d'Occident, peut évoquer une cérémonie.
Chanoyu (littéralement « eau chaude pour le thé »), se réfère habituellement à l'art, alors que sadō ou chadō (« voie du thé ») représente l'étude ou la doctrine de la cérémonie du thé sur le mode d'une « voie » spirituelle. Le terme chaji (茶事) se rapporte quant à lui au service du thé complet comprenant le kaiseki (« repas léger »), le service du koicha (濃茶, « thé fort » ou « thé épais »), puis de l’usucha (薄茶, « thé léger ») , durant approximativement quatre heures ; il comprend également sumi demae (炭手前, cf. infra), à savoir la mise en place et le réajustement, en présence des invités, des charbons de bois permettant de chauffer la bouilloire. Le terme de chakai (茶会, littéralement « rencontre autour du thé »), n'inclut pas le kaiseki et se résume le plus souvent au service de l’usucha — le koicha, suivi alors de l’usucha, est plus rarement servi à cette occasion.
Du fait qu'un pratiquant du chanoyu doit être familier avec la production et les différents types de thés, avec les kimonos, la calligraphie, les arrangements floraux, les céramiques, l’encens et un large ensemble d'autres disciplines et arts traditionnels en plus des pratiques du thé enseignées dans son école, l'étude de la cérémonie du thé prend de nombreuses années — de fait toute une vie. Même pour participer en tant qu'invité à une réunion de thé formelle, une connaissance du sadō est requise, incluant les gestes recommandés, les phrases à dire par les invités, la bonne manière de boire le thé et la tenue générale à adopter dans la salle où est servi le thé.

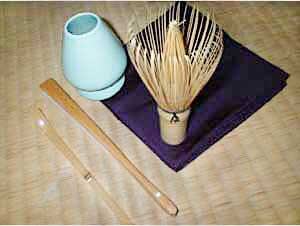
Ensemble d'ustensiles pour la préparation du thé.

## Histoire

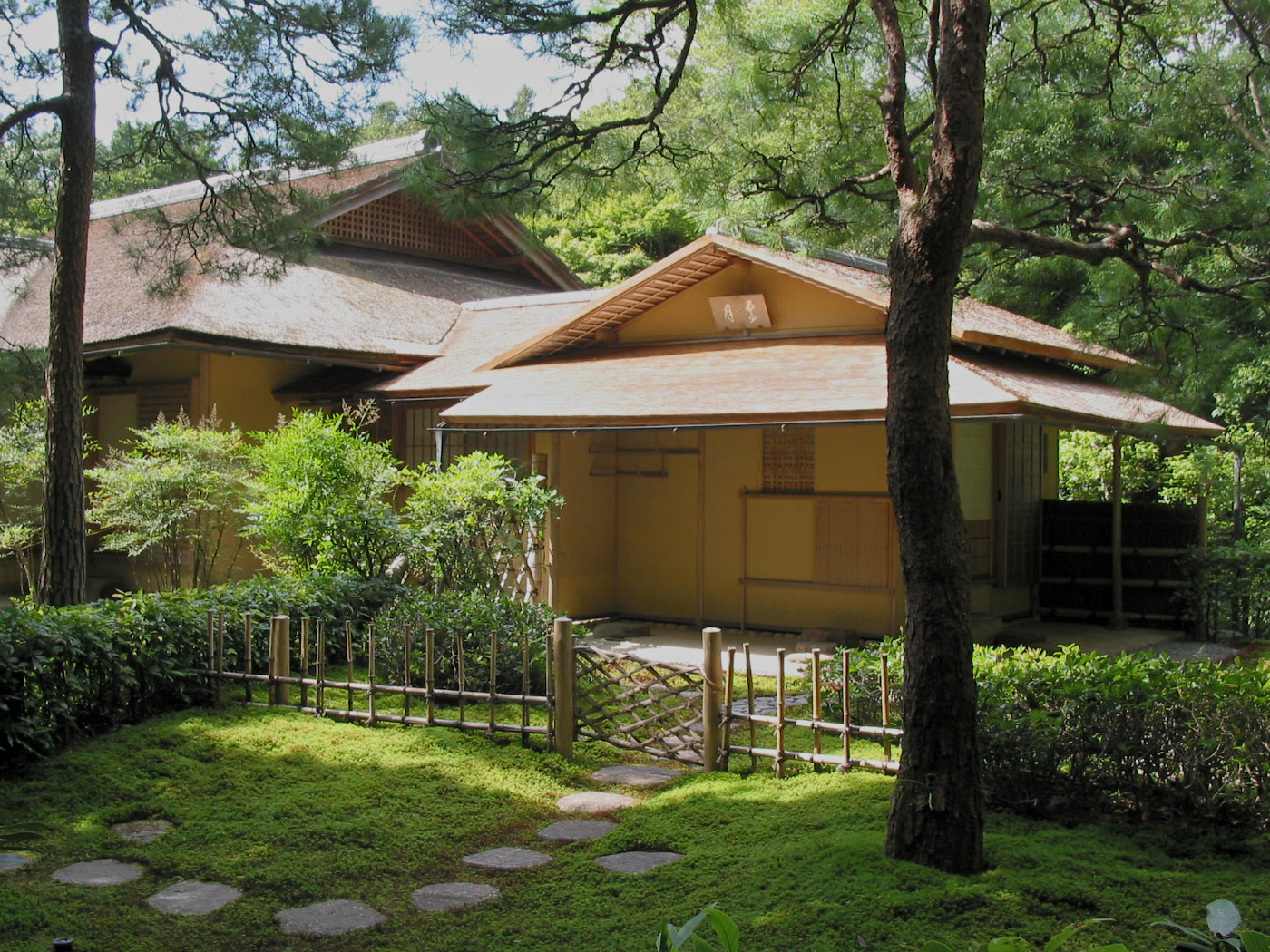
La cérémonie du thé se déroule traditionnellement dans un chashitsu, qui peut être une petite maison à la décoration dépouillée, située dans un jardin, roji.
Ici, au sanctuaire d'Ise en 2006.

### Premiers temps
Le thé, en tant que boisson, fut introduit au Japon au IXe siècle par un moine bouddhiste venu de Chine, où — selon la légende — le thé était déjà connu depuis plusieurs milliers d'années. Il devint rapidement populaire au Japon et commença à être cultivé localement.
La coutume de boire du thé, d’abord pour la médecine, et ensuite pour le seul plaisir, était aussi largement répandue à travers la Chine, son pays d'origine. Au début du IXe siècle, l'auteur chinois Lu Yu écrit le Ch'a Ching (Le Classique du thé), traité sur le thé s'attachant surtout à sa culture et à sa préparation. La vie de Lu Yu fut fortement influencée par le bouddhisme, et particulièrement par l'école chán, connue plus tard sous le nom de zen au Japon, et ses idées vont avoir une forte influence sur le développement de la cérémonie du thé dans ce pays.
Alors que précédemment, le thé, compressé, était bouilli dans du lait et assorti d'épices et de sel (façon de procéder qui s'est conservée au Tibet et en Mongolie), une nouvelle forme de thé, le matcha, apparaît au cours du XIIe siècle, importée de la Chine de la dynastie Song (960-1279),. Il s'agit de thé vert dont les feuilles sont réduites en poudre : on l'émulsionne en petite quantité dans une quantité plus importante d'eau (pour obtenir un thé léger, fait à partir de feuilles venant de plants jeunes), ou on le malaxe en quantité plus importante dans une quantité moindre d'eau (pour obtenir un thé fort ou épais, fait à partir de feuilles venant de plants plus anciens). C'est la même plante dont dériveront ultérieurement le thé vert infusé, puis le thé noir (oxydé ou fermenté).

### Bouddhisme zen et cérémonie du thé
On attribue au prêtre Eisai (1141-1215), de la secte bouddhiste zen Rinzai, la pratique de boire du thé sous sa forme en poudre au Japon. Il est utilisé tout d'abord dans les rituels religieux des monastères bouddhistes, avec notamment pour but de rester éveillé pendant les longues séances de méditation. De cette origine dans les cérémonies zen, la pratique culturelle connue sous le nom de chanoyu a émergé sous une forme laïque au cours des XVe et XVIe siècles. Ce sont les monastères zen, au milieu du XIVe siècle, qui dictent la préparation et la consommation du thé. Leur attrait comme celui de la boisson ont une fort impact sur les guerriers qui dominent alors la société. Les seigneurs féodaux se réunissent et préparent le matcha suivant un rituel d'origine chinoise, cha-yoriai, « quatre têtes » ou « quatre invités », les participants étant assis sur des sièges. Les objets, chinois de préférence, et la rigueur des conventions donnent naissance au chanoyu (« l'eau chaude du thé ») en tant qu'art de la dégustation du thé, qu'on traduit improprement par « cérémonie du thé », expression inexistante en japonais.

### Un art du thé apprécié des seigneurs de la guerre
La Chine connaît une longue période de guerre et de désordres à la suite de l'invasion des Mongols, avec l'instauration des Yuan (1279-1368) et 90 ans après la guerre qui les a chassés, avec la difficile instauration des Ming en 1368. Le prix des objets chinois devient exorbitant. La cérémonie du thé pratiquée par les seigneurs devient l'occasion de faire étalage de leur richesse. Le shōgun Ashikaga, Yoshimitsu (1358-1408), tout comme le shōgun Ashikaga, Yoshimasa (1436-1490) en donnent des exemples parfaits. Lorsque ce dernier se retire de la politique dans la demeure qu'il se fait construire, il prévoit un bâtiment pour contenir la seule salle de travail consacrée au thé et qui reste le premier modèle de salle de thé. Le samourai Toyotomi Hideyoshi (1537–1598) parvient au plus hautes fonctions, jusqu'à la régence impériale ; il fait appel au moine zen et maître de thé Sen no Rikyū (1522-1591). Celui-ci recherche l'expérience métaphysique qui allie les sensibilités wabi et suki ; il impose un rituel d'une grande sobriété, caractérisé par l'humilité, la simplicité, le naturel, mais aussi l'imperfection et l'asymétrie. Il met notamment en valeur la simplicité à travers des objets non ornés (voire grossiers au regard des critères esthétiques prévalant jusqu'alors), des espaces architecturaux réduits, modestes et la célébration de la beauté que le temps et l'attention donnent aux matériaux.
Sen no Rikyū introduisit aussi cet adage : ichi-go ichi-e (一期一会, littéralement « une fois, une rencontre »), exprimant ainsi l'idée que chaque rencontre devrait être considérée comme un trésor qui ne pourra jamais se retrouver. Ses enseignements conduisirent au développement de nouvelles formes d'arts, d'architecture et de jardin, et mènent au développement complet du sadō. Au milieu du siècle, le terme chadō ou sadō, « la Voie du thé », remplaça progressivement celui de chanoyu pour désigner l'ensemble de règles (sarei) précises régissant la préparation et le service du thé.
Les principes qu'il transmit — harmonie (和, wa), respect (敬, kei), pureté (清, sei), et tranquillité (寂, jaku) — sont encore au centre du chanoyu de nos jours.

### Des règles différentes dans la population
Dans un milieu plus modeste, aux XIVe et XVe siècles, la bourgeoisie était sous le coup de lois somptuaires qui l'empêchaient d'acquérir et encore plus d'exhiber les précieux ustensiles chinois utilisés par les guerriers ; alors s'est développée la mise en valeur des objets de la vie quotidienne, et notamment de poteries d'origine coréenne, dans le cadre du chanoyu.
Ainsi, dans d'autres milieux sociaux, les individus ont pris l'habitude de boire du thé et de se rassembler selon des règles qui leur étaient propres. Dans ces réunions, moins formelles, les participants se succèdent pour préparer le thé. Ce thé peut être suivi par un banquet ou même par un bain. C'est le thé « au vol de nuage », unkyaku, qui est pratiqué par les gens ordinaires.

## Ustensiles utilisés
Un large ensemble d'ustensiles est nécessaire même pour la plus basique des préparations du thé (temae, 点前). Une liste complète de tous les objets, les ustensiles, leurs styles et les variations pourrait remplir plusieurs centaines de pages, et de nombreux volumes de ce type existent. La liste suivante présente les composants essentiels :
- chakin (茶巾?), toile blanche et rectangulaire de lin ou de chanvre, utilisée pour essuyer le bol après que ce dernier a été nettoyé.
- fukusa (袱紗?), carré de soie utilisé pour le nettoyage symbolique de l'écope et du natsume ou du cha-ire, et pour manipuler le couvercle de la bouilloire chaude (sauf dans certaines conditions, les hommes sont censés manipuler ce dernier à mains nues, selon l'école Urasenke). Le fukusa est parfois utilisé par les invités pour poser les ustensiles du thé lorsqu'ils les examinent. La plupart du temps, ce fukusa est particulier et est appelé kobukusa ou petit fukusa. Il est plus épais, à motifs et souvent fortement plus coloré que le fukusa normal. Les kobukusa sont gardés en kaichû (la poche de poitrine du kimono).
- hishaku (柄杓?), longue louche en bambou possédant un nodule au centre du manche. Elle est utilisée pour transférer l'eau du et vers la bouilloire en fonte et les récipients d'eau fraîche. Il en existe différents styles utilisés selon les cérémonies et les saisons. Un format plus large est utilisé pour le rituel de purification suivi par les invités avant d'entrer dans la salle du thé.
- le bol à thé (茶碗, chawan?) est sans doute l'élément essentiel. Sans celui-ci, le thé ne pourrait être ni servi ni bu. Il en existe une large gamme de tailles et de styles : différents styles sont utilisés pour le thé fort et le thé léger (voir cérémonie du thé ci-dessous), mais aussi selon la saison. Des bols peu profonds aux parois fines permettent au thé de refroidir rapidement en été ; des bols profonds aux parois plus épaisses sont utilisés en hiver. Leurs créateurs ou leurs possesseurs, ou encore un maître de thé, donnent un nom poétique aux bols — ce nom conditionne en partie son utilisation en fonction de la saison ou de la circonstance occasionnant la réunion de thé. Des bols vieux de plus de 400 ans sont encore utilisés aujourd'hui, mais seulement dans des occasions spéciales. Les meilleurs bols sont façonnés à la main et leur prix est généralement élevé. Les irrégularités et les imperfections sont prisées, et s'inscrivent dans le courant de pensée du wabi-sabi : elles sont alors mises à l’« avant » du bol. Les bols cassés sont méticuleusement réparés en utilisant une mixture de laque et autres ingrédients naturels. De la poudre d'or est ajoutée pour masquer la couleur sombre de la laque ou les fêlures, selon la technique du kintsugi qui valorise les imperfections[6], et des dessins sont parfois créés en utilisant le mélange. Les bols réparés de cette manière sont principalement utilisés en novembre, lorsque les praticiens du thé utilisent le ro, ou foyer d'hiver, comme expression et célébration du concept du wabi, ou de l’humble simplicité.

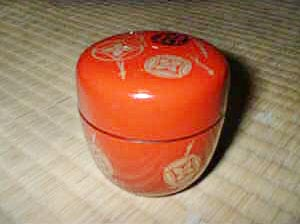
Un natsume, boîte à thé pour la cérémonie du thé au Japon. Celle-ci est typique avec un recouvrement de laque rouge sur lequel ont été ajoutés des motifs noirs et or.

- boîte à thé appelée natsume (棗?), ou cha-ire (茶入れ?). Les boîtes à thé existent en deux styles basiques différents, le natsume et le cha-ire, à travers lesquels existe une variation des formes, des tailles et des couleurs. Le natsume et le cha-ire sont utilisés dans des préparations différentes (le natsume pour le thé léger et certaines préparations de thé épais, le cha-ire pour le thé épais). Le natsume est nommé ainsi pour sa ressemblance avec le fruit natsume (la jujube). Il est court avec un couvercle plat, un fond arrondi, et habituellement fait de bois laqué ou non traité. Le cha-ire, en céramique, contenu dans des enveloppes de soie ou de brocart dont les motifs sont dûment répertoriés, est habituellement grand, étroit (mais les formes varient significativement) et possède un couvercle d'ivoire garni d'une feuille d'or en dessous.
- chashaku (茶杓?), écope à thé sculptée à partie d’une seule pièce de bambou, possédant un nodule approximativement en son centre, destinée aux préparations les plus courantes. Selon ces préparations, on peut utiliser d'autres formes et matériaux : avec un nodule à la base, en ivoire d'un seul tenant). Elle est utilisée pour écoper le thé de la boîte au bol et porte, comme le bol, un « nom poétique » conditionnant son utilisation de façon similaire. De plus larges écopes sont utilisées pour transférer le thé de la boîte dans la mizuya (水屋?) ou pièce de préparation.
- fouet (茶筅, chasen?), les fouets à thé sont sculptés dans une seule pièce de bambou. Les vieux chasen abîmés sont simplement jetés. Une fois dans l'année, généralement en mai, ils sont emportés dans les temples locaux et brûlés lors d'une simple cérémonie appelé chasen koyō, qui exprime le respect avec lequel sont traités les objets de la cérémonie du thé.

Tous les objets de la cérémonie du thé sont entretenus avec précaution. Ils sont scrupuleusement nettoyés avant et après chaque utilisation et avant leur rangement. Certains des composants ne doivent être manipulés qu’avec des mains gantées.

## La cérémonie du thé

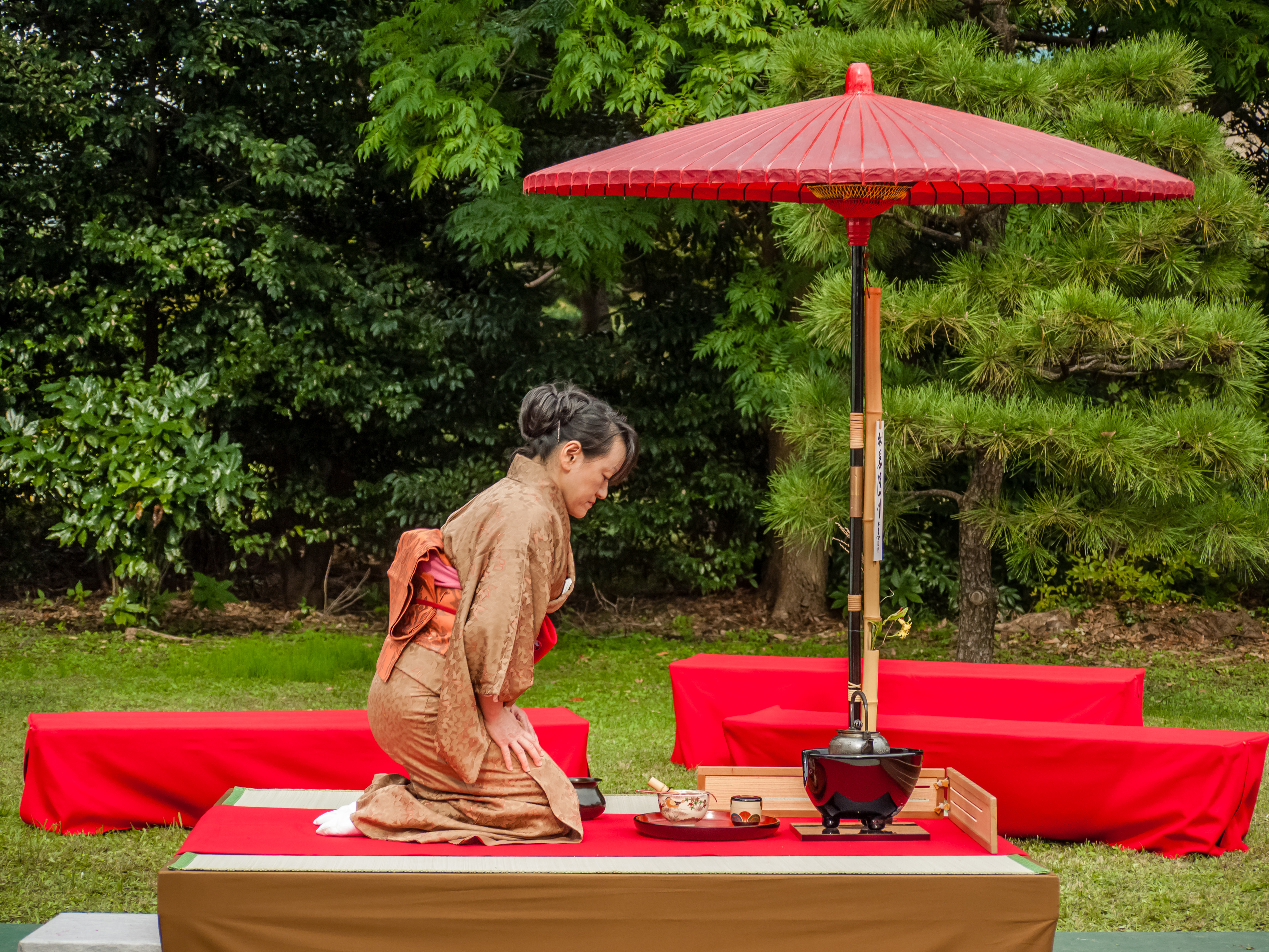

Les écoles principales, Omotesenke et Urasenke, et encore Mushanokôji-Senke ont évolué, chacune avec des différences notables dans la façon de servir le thé. Il existe aussi d’autres écoles moins connues. Actuellement, l’école Urasenke est la plus active et la plus suivie.
Toutes les écoles et la plupart des variations possèdent cependant un certain nombre de points communs. L’hôte, homme ou femme, porte habituellement un kimono, alors que les invités peuvent porter des kimonos ou des vêtements formels sombres. Si le thé est servi dans une maison du thé séparée, plutôt que dans la chambre du thé, les invités attendront dans un jardin jusqu’au moment où ils seront appelés par l'hôte. Ils se purifient alors rituellement en se lavant les mains et en se rinçant la bouche dans un tsukubai (petit bassin en pierre) contenant de l’eau. Ils se dirigent alors vers le tokonoma, ou alcôve, où ils admirent le rouleau peint ou calligraphié et les autres décorations. Puis, ils s'assoient dans la position seiza sur le tatami, par ordre de prestige.
Les maisons et les salles du thé sont généralement petites. La taille standard est de quatre tatamis et demi. La taille de la plus petite salle du thé peut être de deux tatamis et celle de la plus grande est uniquement limitée par la richesse de son possesseur. Les matériaux de construction et les décorations sont délibérément simples et rustiques.
Un repas léger et simple, appelé kaiseki (懐石) ou chakaiseki (茶懐石) peut être servi aux invités, accompagné de saké. À l'issue de ce repas, ils retournent à la « salle d'attente » couverte jusqu'à ce qu’ils soient à nouveau appelés par l'hôte.
Si aucun repas n'est servi, l’hôte procédera directement au service de petites friandises. Pour être dégustées, celles-ci sont placées  sur un papier spécial appelé kaishi (懐紙) ; chaque invité apporte le sien, souvent dans un petit portefeuille décoré. Le kaishi est mis dans la poche de poitrine du kimono.
Chaque ustensile — incluant le bol à thé (chawan), le fouet (chasen) et l'écope à thé (chashaku) — est symboliquement nettoyé en présence des invités dans un ordre déterminé et en utilisant des gestes très précis. Les ustensiles sont placés dans l’ordre exact de rangement en accord avec la préparation qui suivra. Lorsque les opérations de nettoyage et de préparation sont terminées, l’hôte place une quantité de thé vert en poudre dans le bol selon qu'il prépare un thé léger ou épais/fort et ajoute la quantité appropriée d’eau chaude, puis mélange le thé à celle-ci.
La conversation est limitée à son minimum. Les invités se détendent et apprécient l'atmosphère créée par les sons de l'eau et du feu, l’odeur de l’encens et du thé, la beauté et la simplicité de la maison du thé et les décorations saisonnières appropriées.
Le bol est alors servi à l'invité d’honneur (初客, shokyaku, littéralement le « premier invité ») soit par l'hôte, soit par un assistant. Les salutations d'usage sont échangées entre l’hôte et l’invité d'honneur. L’invité salue le second invité et lève son bol dans un geste de gratitude envers l’hôte. L’invité tourne le bol afin d'éviter de boire sur sa « belle face» et, dans le cas du thé épais/fort, en boit une petite gorgée, répond à l'hôte qui lui demande si le thé est à son goût avant de prendre deux nouvelles gorgées, d'essuyer le bord, de tourner le bol dans sa position originelle et de le passer à l'invité suivant tout en échangeant un salut avec lui. Cette procédure est répétée jusqu'à ce que tous les invités aient pris le thé à partir du même bol. Le bol est alors rapporté à l'hôte, non sans avoir été admiré par les invités, à commencer par l'invité principal. Dans le cas du thé léger, chaque invité boit dans un bol individuel, toujours en tournant le bol pour ne pas boire sur sa « belle face ».
Si le thé épais/fort, koicha, a été servi, il sera suivi de la préparation, par l’hôte, d'un thé léger, ou usucha. Cependant, en fonction de l'invitation qui a été faite, l’usucha peut être servi seul.
Une fois que les invités ont chacun bu le thé, l’hôte nettoie les ustensiles. L’invité d'honneur demande à l’hôte d’autoriser les invités à examiner les ustensiles et chacun leur tour, ils examinent et admirent chaque objet, incluant l’écope à thé, la boîte à thé — le bol à thé ayant été admiré juste après que le thé a été bu. Les objets sont traités avec une extrême précaution et révérence car ils sont fréquemment sans prix, irremplaçables, des antiquités faites à la main.
L’hôte récupère ensuite les ustensiles et les invités quittent alors la maison du thé. L’hôte les salue de la porte, mettant ainsi fin à l'invitation.
Une préparation de thé peut durer entre une et quatre heures, selon le type pratiqué et le type de repas et de thé servis.

## Types de préparations

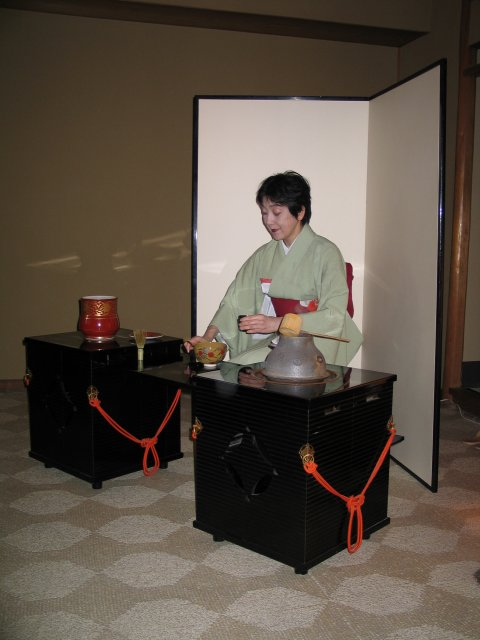
Une femme portant un kimono et assise à un tana pratique une préparation de type Ryū-rei. De gauche à droite, on peut voir : le récipient rouge d’eau fraîche (mizusashi, son couvercle est placé sur le tana), le fouet à thé (chasen), le bol à thé (chawan), le kama en fer (marmite) et la louche (sur le pot). La femme tient le natsume.

### Bonryaku temae
Bonryaku temae (盆略点前), littéralement « préparation abrégée sur un plateau », est la préparation la plus simple dans l'école Urasenke : c'est la raison pour laquelle on commence la pratique du chanoyu par son apprentissage. Comme son nom l'indique, elle offre un condensé des opérations les plus indispensables à la bonne préparation du thé. Celle-ci s'effectue notamment non pas avec un kama (bouilloire) traditionnel, mais avec un tetsubin (bouilloire en fonte) posée sur un binkake (brasier en terre émaillée) — ainsi, il n'y a pas besoin de maîtriser le maniement de la louche (hishaku), ce qui simplifie notablement les gestes.
Dans ce temae, l’hôte place un bol, le fouet, l'écope, le chakin et le natsume sur un plateau en forme de col de montagne (yamamichi bon). Du thé léger est préparé sur le plateau, invités et hôte sont assis sur le sol en position de seiza— c'est-à-dire à genoux sur les talons.

### Hira demaeethakobi demae
Hira demae (平点前) est la préparation la plus simple dans le chanoyu. Elle permet de faire du thé léger ou fort. Hira demae (« préparation plane », donc simple) sous-entend une préparation qui peut se faire en utilisant ou non un tana (étagère) sur laquelle sont déjà posés le mizusashi (pot à eau froide) et le natsume — l'hôte n'apporte donc que le bol (dans lequel sont disposés le chakin et le chasen, et sur le bord duquel est posé le chashaku), ainsi que le hishaku, le support pour la louche/le couvercle de la bouilloire (futaoki) & le pot destiné à recevoir les eaux de rinçage (kensui).
Le terme de hakobi vient du fait qu'en l'absence de tana, tous les objets mentionnés ci-dessus doivent être transportés (運ぶ, hakobu) à l’intérieur et à l’extérieur de la salle du thé.

### Variantes dehira demae(tokushu temae)
Il existe un nombre important de variantes pour hira demae. Voici une liste non exhaustive des variantes les plus communes. Certaines sont valables pour le thé fort, d'autres pour le thé léger et d'autres encore s'appliquent aux deux.

#### Variantes saisonnières
Nakaoki est une variante pour le mois de septembre-octobre. Les premiers froids approchant, l'hôte, pour garder la pièce à thé accueillante, approche le brasier des invités. Cette préparation se réalise donc avec le furo (foyer portatif) au milieu du tatami (alors qu'en été, il est situé à l'extrême gauche de façon que sa chaleur n'incommode pas les invités). On utilise un mizusashi (pot à eau froide normalement situé à droite) de forme cylindrique placé à gauche du tatami. Cette variante est applicable tant pour le thé léger que pour le thé épais/fort.
Shiborichakin est une variante pour le mois de février. Ce dernier étant le mois des grands froids, on utilisera un bol étroit et haut (tsutsuchawan) afin de préserver la chaleur du thé. Contrairement à la façon habituelle de procéder, on essuie d'abord le fond, puis les bords du chawan.
Araijakin est une variante pour le mois de juillet. Ce dernier étant le mois des grandes chaleurs, l'hôte utilisera un bol aux bords très évasés afin d'éviter à l'invité de boire un thé trop chaud. Le chakin sera, avant le début de la préparation, posé déplié dans un fond d'eau. Au début de la préparation, l'hôte égoutte, essore, puis plie le chakin, de façon à donner un sentiment de fraîcheur à ses invités.
Habuta mizusashi est une variante pour le mois de juillet, l'hôte utilisant un mizusashi laqué dont le couvercle est fait d'une feuille d'arbre venant d'être cueillie afin de suggérer la fraîcheur aux invités. La feuille est ensuite enlevée et pliée avant d'être déposée dans le récipient destiné aux eaux de rinçage.
Ōbuta / Waributa mizusashi sont des variantes pour le mois de juillet. Pour ôbuta ("grand couvercle"), l'hôte utilise un mizusashi de grande taille, en cristal ou en céramique, dont le couvercle en laque, trop grand pour être appuyé contre le mizusashi, sera placé contre le paravent pare-feu. Pour waributa ("couvercle divisé"), le mizusashi est lui aussi de grande taille, mais son couvercle est fait de deux demi-lunes de bois laquées, reliées par des charnières. L'une est retournée sur l'autre. Dans ces deux cas, la grande quantité d'eau montrée aux invités suggère toujours la fraîcheur. Leur taille étant trop importante, on ne transporte pas ces mizusashi — à l'instar de la bouilloire en fonte, ils restent dans la pièce du début à la fin.
Tsurigama est une bouilloire suspendue par une chaîne au plafond qui s'utilise traditionnellement au mois de mars. De ce fait, il n'y a besoin d'aucun trépied pour supporter la marmite dans l'âtre.
Sukigi gama est une bouilloire aux bords très larges reposant sur de petits tasseaux de bois blancs, posés sur les bords du ro (foyer d'hiver). Elle s'utilise traditionnellement au mois d'avril afin de cacher la vue du foyer aux invités, les premiers signes de chaleur printanière arrivant. Aucun trépied n'est utilisé.

#### Variantes circonstancielles (thé fort)
Kinindate / Kinin kiyôtsugu sont deux préparations qui permettent de servir le thé à une personne de haut rang (kinin). La première se réalise lorsque celle-ci est seule, la seconde lorsqu'elle est accompagnée de ses gens. Dans les deux cas, cette préparation se réalise dans une grande pièce (hiroma, plus de quatre tatamis et demi) et le bol repose sur un dai (piédestal pour le bol, en bois, non laqué). On utilise généralement une étagère (tana), et le plateau à sucreries possède un long pied. Il existe des versions de cette préparation pour le thé léger et d'autres pour le thé épais.
Kazarimono est un type de préparation permettant de porter l'attention sur un objet en particulier, qui peut avoir été offert par l'invité ou avoir une valeur sentimentale pour l'hôte, en relation avec le moment de l'année. Cela peut être le bol (chawan kazari), le chashaku (chashaku kazari), le chaire (chaire kazari), ou encore un objet utilitaire comme le mizusashi ou la bouilloire (chasen kazari). On place l'objet en question dans le tokonoma pendant la première partie du chaji (réception avec repas), sauf pour les chasen kazari.
Il existe également un kazari (tsubo kazari) pour le chatsubo (jarre à thé) qui sera placé dans le tokonoma et que l'on ouvrira (car scellé par le fabricant de thé) devant les invités selon une modalité spécifique. L'hôte ira ensuite réduire les feuilles en poudre dans la salle de préparation (mizuya) à l'aide d'une meule traditionnelle en pierre. Il existe aussi le jiku kazari qui permet de porter l'attention sur le rouleau de calligraphie.
Nagao chaire est une préparation avec un chaire de forme plate possédant un shifuku (enveloppe  en soie) dont la corde de fermeture est plus longue que la moyenne. Les manipulations par lesquelles on sort le chaire de son shifuku et dont on le manipuler diffèrent donc du thé épais/fort habituel.
Kasane jawan ("bols superposés") permet de servir du thé épais/fort à  cinq personnes ou davantage en utilisant deux bols, posés l'un sur l'autre au début de la préparation. Le premier est servi en général pour les trois premiers invités, le second pour les invités suivants. Le chawan servant de support au premier est généralement de qualité un peu moindre.
Ôtsubukuro est une préparation où le contenant pour le thé fort n'est pas un chaire de céramique, mais un natsume noir laqué enveloppé d'un tissu de crêpe violet en forme de sac à riz (utilisé initialement dans la ville de Ōtsu, près de Kyoto).
Tsutsumi bukusa est une préparation où l'on utilise également un natsume noir laqué, pour le thé fort, enveloppé, cette fois dans le fukusa de l'hôte.

#### Variantes circonstancielles (thé léger)
Irekodate est une préparation qui s'adresse à des hôtes âgés ou s'étant blessé au pied/à la jambe, et ne pouvant de ce fait pas se lever et s'asseoir trop souvent. Tous les ustensiles sont donc disposés sur une étagère au début de la cérémonie. L'hôte arrive simplement avec le bol placé dans le kensui, ce qui lui permet de ne s'asseoir qu'une fois.

#### Variantes circonstancielles (thé léger et thé épais/fort)
Tsuzukiusucha (続薄茶) est une préparation où, pour une raison ou pour une autre, la deuxième préparation de charbon de bois (gozumi) n'est pas réalisée : le thé fort est directement suivi d'un thé léger. Cela permet par exemple de rattraper le retard accumulé au cours du repas afin de répondre aux contraintes temporelles ou, en plein été, d'éviter qu'il ne fasse trop chaud à la fin de l'invitation.
Ryū-reishiki (立礼式) est une préparation inventée par le 11e grand maître de Urasenke (Gengensai) qui se réalise sur une table. Les invités sont assis autour de la même table ou à une table séparée. Ce nom se rapporte à la pratique de la première et de la dernière salutation à l’entrée de la salle du thé. Dans le ryū-rei, il y a habituellement un assistant assis derrière l'hôte et qui déplace le tabouret de l’hôte lorsqu’il se lève ou s'assoit. L'assistant sert également le thé et les friandises aux invités. Les tables les plus utilisées sont ryūreidana (litt. « étagère pour ryû-rei ») et tenchaban. La première permet de réaliser uniquement le thé léger et est souvent utilisée lors de démonstration pour un public non averti. La seconde permet de réaliser les quatre préparations d'un chaji : shozumi (« premier charbon »), koicha (« thé fort »), gozumi (« deuxième charbon ») et usucha (« thé léger »). Cette préparation a été conçue pour initier les Occidentaux à la dégustation du matcha, sans leur imposer la position, inconfortable pour eux, du seiza (assise à genoux sur les talons).
Bon kogō est l'équivalent du kazari pour le charbon. On portera l'attention sur le récipient à encens (Kōgō) qui sera disposé exceptionnellement sur un plateau, alors qu'il est habituellement disposé dans le panier à charbon pour le sumi demae classique. Le récipient à encens est généralement en céramique l'hiver, en bois laqué l'été.
Sumi shomō est une préparation où l'hôte demande à un invité plus expérimenté dans le sumi demae (mise en place du charbon de bois) de disposer le charbon de bois à sa place. L'été, seul shozumi (« premier charbon ») peut être demandé. L'hiver, l'hôte peut demander pour shozumi ou gozumi (« second charbon ») — cf. infra.
Hana shomō est une préparation où l'hôte demande à un invité plus expérimenté dans le chabana (arrangement floral pour le thé) de réaliser l'arrangement floral dans le tokonoma. L'invité peut également être celui qui a offert les fleurs ou le vase utilisés.
Gyakugatte est une inversion de la disposition des tatamis dans la pièce de thé. Au lieu d'être assis à droite de l'hôte, les invités sont assis à sa gauche. Les quatre temae du chaji y sont réalisables (shozumi, gozumi, usucha, koicha), avec ou sans étagère. Contrairement à ce que l'on pourrait penser, les gestes ne sont pas complètement inversés : certains de ceux qui se font avec la main droite dans le sens habituel se font de la même manière durant le gyakugatte.

### Sumi demae
Sumi demae (炭手前) est la préparation consistant à disposer le charbon dans le foyer encastré (ro, hiver), ou dans le brasier portatif (furo, l'été). Il y a deux temae au cours d'un chaji (réunion de thé), le premier, shozumi (初炭), avant ou après le repas, le second, gozumi (後炭) ayant lieu entre le thé épais/fort et le thé léger. Diverses raisons rendent impossible cette dernière préparation — dans ce cas, le déroulement du service de l’usucha s'en trouve modifié et fait l'objet d'un temae particulier : tsuzuki usucha (続薄茶, cf. supra).  
　

### Chabakodemae
Chabako demae (茶箱点前) est appelé ainsi parce que les ustensiles sont disposés dans une boîte spéciale (chabako, littéralement « boîte à thé ») — au cours de la préparation, on les en sort et on les y replace à la fin. Cette préparation (temae) ne permet de faire que du thé léger. Comme pour bonryakutemae, on utilise une bouilloire et un brasier en terre émaillée.
Pour l'école Urasenke, il existe six préparations différentes : 
- fleur (花, hana?) : cette préparation correspond au printemps, elle s'effectue à l'aide de la boîte à thé, mais également d'un plateau en forme de fleur (hanagatabon).
- deutzia (卯の花, unohana?) : cette préparation correspond à l'été, elle s'effectue à l'aide de la boîte à thé et du plateau utilisé pour obon temae (yamamichi bon).
- lune (月, tsuki?) : cette préparation est associée à l'automne, elle s'effectue à l'aide de la boîte à thé et de quatre planches reliées entre elles par des cordons à la manière des livres japonais. C'est la seule des six chabakodemae à utiliser de l'encens car l'automne est considéré, au Japon, comme le meilleur moment de l'année pour apprécier les fragrances de celui-ci.
- neige (雪, yuki?) : cette préparation est associée à l'hiver.
- harmonie/respect (和敬, wakei?) : cette préparation a été mise au point par le 14e grand maître de Urasenke (Tantansai).
- shikishi (色紙?) : cette préparation remplace la boîte habituelle par un panier en bambou, et utilise des kobusa (petits fukusa évoquant un shikishi — forme de support à calligraphie carré). Elle est considérée comme la plus difficile étant donné le nombre d'objets et par conséquent de manipulations à faire.

## Calligraphie et peinture
La poésie joue un rôle central dans le chano : elle occupe une place éminente dans la culture japonaise, et tient un rôle très différent de celui qu'on lui a accordé en Europe. Un des éléments indispensables à cette préparation est la mise à disposition, temporaire, d'un kakejiku que l'on déroule et accroche dans l'alcôve, tokonoma, prévue à cet effet. Le rouleau vertical, ou kakejiku, est soit une calligraphie, soit une peinture, soit une peinture ornée d'une calligraphie. L'écrivain Jun'ichirō Tanizaki a exposé avec des mots vibrants l'effet que doit provoquer sur les personnes réunies cette œuvre exposée dans la pénombre, touchant au cœur d'une culture qui accorde une importance capitale à l'ombre et au jeu de la lumière filtrante, tamisée.
L'œuvre accrochée sert à développer un esprit de sérénité, de respect, de paix et de pureté (wa-kei-sei-jaku, « les quatre vertus du thé »), et à amener l'homme de thé à découvrir la beauté dans le non-commun. Elle doit être simple et sobre — mots à prendre toutefois avec prudence car le vécu japonais de la beauté est très différent du vécu et de la conceptualisation occidentaux (gréco-romains) de la beauté, le vocabulaire touchant aux mots « beau » et « beauté » n'étant par ailleurs pas du tout superposable. Lorsque l'homme de thé entre, traditionnellement tête baissée, dans le sukiya, il se doit de prendre le temps d'admirer l'arrangement floral et la calligraphie ou peinture pendant un long instant, de se plonger en eux, d'harmoniser son cœur, kokoro. Il doit par la suite rendre compte de son appréciation au maître de thé.

## Les arrangements floraux
Le chabana (茶花, littéralement « fleurs de thé ») est le style le plus simple d'arrangement floral tel qu'il est utilisé dans le chanoyu. Le chabana prend ses racines dans l'ikebana, un style traditionnel d'arrangement floral japonais.
Le chabana a évolué vers un style moins formel de l'ikebana, qui fut utilisé par les premiers maîtres du thé. Le style chabana est maintenant le standard de l'arrangement floral pour la cérémonie du thé. Selon certaines sources, il aurait été développé par Sen no Rikyū.
Dans sa forme la plus basique, le chabana est un simple arrangement de fleurs de saison placées dans un vase ou tout autre récipient. Ces arrangements comprennent typiquement peu d'objets. Les vases sont habituellement faits dans un matériau naturel comme le bambou, le métal ou la céramique.
Le chabana est d'une telle simplicité que fréquemment une seule fleur est utilisée. Elle penchera invariablement vers les invités, ou face à eux.

## Kaiseki ryōri
Kaiseki ryōri (懐石料理) est le nom d’un type de nourriture servie durant les repas de thé. Le nom viendrait de la pratique des moines zen qui plaçaient des pierres chaudes dans le haut de leurs robes pour écarter la faim lors des périodes de jeûne.
Si la cuisine kaiseki est de fait normalement strictement végétarienne, de nos jours, le poisson et d'autres mets peuvent être occasionnellement servis.
Ne sont utilisés dans le kaiseki que des ingrédients frais de saison, préparés de manière à mettre en valeur leur goût et leur odeur. Une précaution exquise est prise dans la sélection des ingrédients et des types de nourriture. Les plats sont magnifiquement arrangés et garnis, souvent avec de vraies feuilles et de vraies fleurs, si bien que certains ressemblent à des plantes naturelles ou à des animaux. L’aspect esthétique est tout aussi important que la nourriture lors du kaiseki.
Les mets sont servis en petites quantités dans des plats individuels et le repas est mangé assis en position de seiza. Chaque repas possède son petit plateau. Les personnes très importantes ont leur propre table basse ou plusieurs petites tables.
Le kaiseki pour la cérémonie du thé est parfois nommé chakaiseki (茶懐石). Ce dernier inclut habituellement une ou deux soupes et trois plats de végétaux différents accompagnés de riz bouilli et de riz mariné. Des sashimi ou d’autres plats de poissons peuvent être occasionnellement servis, mais plutôt rarement.
Le kaiseki est accompagné de saké.

## Kimono
Autrefois le kimono devait être utilisé de manière obligatoire par tous les participants du chanoyu; ce n'est plus le cas actuellement. Mais lors des occasions formelles, il est d'usage que la plupart des invités portent un kimono. Les pratiquants possèdent au moins un kimono qui leur est propre et qu’ils portent lorsqu’ils reçoivent ou qu’ils participent à une invitation. Le kimono est l'habit obligatoire pour les étudiants du chanoyu, mais de moins en moins de professeurs insistent sur ce fait. Il est plus commun pour les étudiants de porter des habits occidentaux lorsqu'ils assistent à leur cours. En effet, il est difficile de posséder plus d’un ou deux kimonos, du fait de leur coût, et il est important de les garder dans de bonnes conditions. Cependant, la plupart des étudiants pratiqueront en kimono au moins quelquefois. Il est essentiel d’apprendre les mouvements prescrits de manière appropriée.
Nombre des mouvements et des composants de la cérémonie du thé ont évolué avec le port du kimono : certains mouvements étaient spécifiques pour des kimonos à longues « manches » , demandant de déplacer les manches hors du chemin ou permettant d'éviter de les salir lorsqu’on préparait le thé, qu’on le serve ou qu’on le boive. D’autres mouvements étaient autorisés pour remettre en place le kimono et le hakama.
Kaishi, fukusa et kobukusa sont rangés dans la poche de poitrine du kimono — toutefois, le fukusa est rangé dans l'obi de l'hôte, accroché par en bas pour les hommes et par en haut pour les femmes (Urasenke). Lorsque quelqu’un porte des vêtements occidentaux, il doit trouver d’autres endroits pour garder ces objets sur lui. Les manches des kimonos fonctionnent comme des poches et le kaishi utilisé est rangé dans celles-ci.
Pour la cérémonie du thé, les hommes portent habituellement une combinaison entre kimono et hakama, mais certains portent uniquement un kimono. Porter un hakama n’est pas essentiel pour eux, mais leur donne une allure plus formelle. Les femmes portent des styles variés de kimonos qui dépendent de la saison et des événements. Elles ne portent en général pas de hakama durant la cérémonie du thé. Des kimono doublés sont portés par hommes et femmes durant les mois d’hiver, et des kimonos non doublés pendant l’été. Pour des occasions formelles, les hommes portent des kimonos de type montsuki souvent avec un hakama rayé. Hommes et femmes portent des tabi blanches.

## Seiza

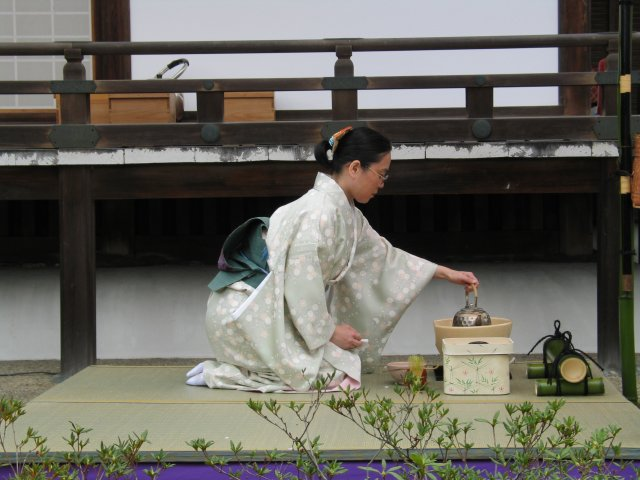
Une femme portant un kimono pratique la cérémonie du thé au Japon. On ne peut pas distinguer ici un style spécifique de cérémonie, mais les objets visibles sur l'image sont la bouilloire, le ro et le bol à thé. L’objet tout à droite de l’image est un morceau de bambou indiquant où s’assoit l'hôte. Ces repères prennent des formes très variées ; celui-ci est quelque peu inhabituel mais, il est un des types qui s’utilisent dans les cérémonies à l'extérieur.

Le seiza fait partie intégrante du chanoyu. Pour s’asseoir dans la position seiza (正座, littéralement « être assis correctement »), on commence par s’agenouiller, on assoit ses fesses sur ses talons, puis on place ses mains l'une dans l'autre (le pouce de la main droite glissé entre le pouce et l'index de la main gauche, Urasenke) quand on est invité.
L’hôte et les invités sont assis en position seiza. C'est la position basique à partir de laquelle tout commence et tout finit dans la cérémonie du thé. L’hôte s'assoit en seiza pour ouvrir et fermer la porte de la salle du thé. Le seiza est la position de base pour arranger et nettoyer les ustensiles ainsi que pour préparer le thé. Même lorsque l’hôte doit changer de position durant les différentes parties de la cérémonie, ces changements sont réalisés en position de seiza. Les invités maintiennent eux aussi la position seiza durant toute la préparation.
Toutes les salutations (il y en a trois variations qui diffèrent dans la position des mains et l'amplitude avec laquelle la salutation est effectuée : formelle (shin), semi-formelle (gyō), informelle (sō) sont pratiquées en position de seiza durant la cérémonie du thé originale.
Il existe néanmoins des variantes se déroulant assis à l'occidentale (ryūrei) et même assis en tailleur (zareidana).

## Tatami
Le tatami a lui aussi une place centrale dans la cérémonie du thé. Les espaces principaux des salles de thé et des pavillons de thé ont un sol en tatami, et le tokonoma (alcôve dans laquelle on dispose les calligraphies et les arrangements floraux) des salles du thé a souvent lui aussi un sol en tatami,  dont les mailles sont plus larges que celles des tatamis standards.
Les tatamis sont utilisés de différentes façons dans le chanoyu. Leur placement, par exemple, détermine comment une personne marche à travers la salle de thé : il faut glisser les pieds en maintenant une posture droite et en évitant de marcher sur les joints entre les différents pans de tatami. Le placement standard des tatamis des salles de thé consiste à en disposer quatre et demi selon un motif circulaire autour d'un pan central (le demi tatami). Il est de coutume d’éviter autant que possible de marcher sur ce pan central, car c'est lui dans lequel se place le foyer encastré en hiver (ro). L'hôte place sur celui-ci aussi bien le bol de thé à boire que les ustensiles qu'il offre au regard de ses invités.
De nombreuses lignes imaginaires et réelles traversent les salles de thé, qui déterminent le placement exact des ustensiles. Lorsqu’on est en présence de pratiquants expérimentés, le placement des ustensiles ne varie pas, ou de manière infinitésimale, entre chaque préparation. Les lignes du tatami (heri) sont utilisées comme un guide pour le placement, et les joints sont utilisés comme des démarcations indiquant où chaque personne doit s’asseoir et chaque objet doit être placé.
Le tatami offre une surface plus confortable pour s’asseoir dans la position seiza. À certains moments de l'année (durant les festivités de la nouvelle année par exemple), les portions du tatami où sont assis les invités sont couvertes par un tissu de feutre rouge.

## Étudier la cérémonie du thé
Au Japon, ceux qui souhaitent étudier le chanoyu rejoignent généralement ce que l'on connaît comme un « cercle » au Japon, nom générique d’un groupe qui se rencontre régulièrement et qui participe à une activité donnée. Il y a aussi des clubs de thé dans les écoles primaires, les collèges, les lycées et les universités.
La plupart des cercles de thé sont tenus par les écoles de thé locales. Celles-ci ont souvent affaire à des groupes variés, de femmes, de jeunes étudiants et bien d’autres .
Normalement, les élèves paient leurs cours une fois par mois, ce qui couvre les cours, l’utilisation des bols de l'école (ou du professeur), les autres équipements, le thé lui-même et les friandises servies et mangées à chaque cours. Les élèves doivent fournir leurs propres fukusa, leur éventail, leur papier et le kobukasa, aussi bien que leur propre valisette dans laquelle ils placent ces objets. Ils  doivent aussi avoi leurs propres kimonos et les accessoires afférents.
Les nouveaux étudiants commencent par observer les étudiants plus avancés. Ceux-ci ne leur parlent pas : ils parlent exclusivement avec le professeur. Les nouveaux étudiants apprennent tout d'abord comment ouvrir et fermer correctement les portes coulissantes, comment marcher sur le tatami, comment entrer dans la salle de thé et la quitter, comment saluer, qui et quand, comment nettoyer, entreposer l'équipement et en prendre soin, comment ranger le fukusa, comment nettoyer convenablement les bols, les boîtes et les écopes à thé, et comment laver et ranger le chakin. Lorsqu’ils maîtrisent ces étapes essentielles, les élèves apprennent comment se comporter  en tant qu'invité dans une cérémonie du thé : comment tenir les bols, comment boire le thé et manger les friandises, comment utiliser le papier et tous les autres détails.
Lorsqu’ils maîtrisent l'ensemble de ces bases, les étudiants apprennent comment préparer la poudre de thé, remplir le conteneur à thé, mesurer et fouetter le thé. Ensuite, ils s'essaient aux préparations les plus simples, notamment bonryakutemae (voir ci-dessus). L’étude passe par l'observation et la pratique ; les étudiants ne prennent pas souvent de notes et certaines écoles vont même jusqu’à décourager cette pratique, au moins à partir d'un certain niveau. Toutefois, des publications décrivent en détail et avec des photos le déroulement des préparations du niveau élémentaire (小習, konarai), du chabako et de quelques autres. Les préparations des niveaux intermédiaire et supérieur sont l'objet d'une stricte transmission de maître à disciple — elles ne doivent théoriquement pas être exécutées devant des élèves n'ayant pas été admis à les étudier.
Chaque classe se finit avec le groupe entier qui reçoit de brèves instructions par le professeur principal, habituellement concernant le tokonoma et les friandises servies le jour même.
Plusieurs écoles de thé sont représentées en France, notamment Urasenke et Omotesenke.

## Les différents types de cérémonie du thé
La cérémonie du thé peut varier selon la période de l'année. Hatsugama (初釜, « première bouilloire ») est la première cérémonie qui se déroule généralement en janvier. Il s'agit d'une sorte d'initiation pour les nouveaux disciples. Le maître de thé transmet les valeurs de la cérémonie du thé avec toutes les étapes de la préparation.
Akatsuki-no-chaji (暁の茶事, « cérémonie du thé à l’aube de l’hiver ») se déroule au début de la saison hivernale, dès l'aube. La cérémonie Yobanashi se déroule également en hiver. La plupart du temps, la maison est seulement éclairée par des bougies.
Yuuzari-no-chaji (夕ざりの茶事, « cérémonie du thé en début de soirée ») se déroule en été. Les pratiquants de cette cérémonie attendent le crépuscule pour servir le thé.

#### Compte rendu
- Yumiko Takagi, c.r. de « Kuranaka Shinobu 蔵中しのぶ (dir.), Chafu maki ichi - maki hachi chūshaku 茶譜巻一～巻九注釈（継続刊行）(Notes sur le thé), livres 1 à 9, édition annotée et commentée », Ebisu. En ligne 54 (2017), mis en ligne le 19 décembre 2017.

### Filmographie
- Sen no Rikyū (La Mort d'un maître de thé) de Kei Kumai, 1989 ; adaptation du livre de Yasushi Inoue, Le Maître de thé
- Rikyū de Hiroshi Teshigahara, 1989
- Dans un jardin qu'on dirait éternel, Tatsushi Ōmori, 2018